# Claremont (Jamaika)
Claremont ist eine Landstadt im Norden von Jamaika. Die Stadt befindet sich im County Middlesex im Parish Saint Ann. Im Jahr 2012 hatte Claremont eine Einwohnerzahl von 2.544 Menschen.

## Namensherkunft
Claremont hieß zunächst „Finger Post“, bis es zu Ehren des „Clermont House“, dem ersten Gebäude des Ortes, umbenannt wurde und seinen heutigen Namen erhielt.

## Geografie
Claremont liegt circa 10 Kilometer Luftlinie von der nördlichen Küste entfernt und liegt im Durchschnitt 480 Meter über den Meeresspiegel. Die nächste Ortschaft ist das sich ungefähr zwei Kilometer westlich befindende Golden Grove. Die Landschaft um die Stadt herum ist bergig und wechselt sich zwischen kultiviertem Land und Wäldern ab.

## Geschichte

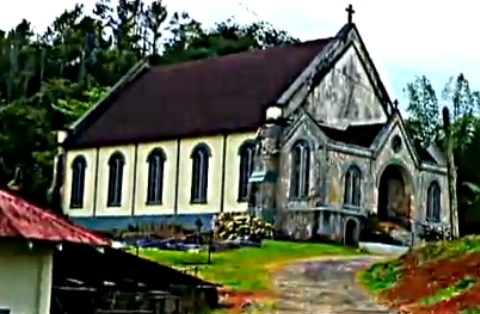
Anglikanische Kirche von Claremont

Die Landschaft um die Stadt ist seit Jahrhunderten die Heimat von wohlhabendem Landadel gewesen. Noch heute finden sich im Stadtgebiet eine erhebliche Anzahl von eleganten Häusern und Anwesen.

## Infrastruktur
Durch Claremont führt die Sekundärstraße B11, die im Nachbarort Golden Grove beginnt, und nach Falmouth an der westlichen Nordküste führt.